# محمد لمين بلخير
بلخير محمد لمين مواليد 15 أبريل 1982 في الجزائر، هو لاعب كرة قدم جزائري يلعب مع أهلي برج بوعريريج كلاعب وسط.